# Singer Building
Singer Building este o clădire ce se află în New York City.
În 1908 s-a ridicat prima clădire foarte mare a firmei SINGER ® în New York, care era primul zgârie-nori și cea mai înaltă clădire din lume cu 47 de etaje. Acolo a fost sediul central și administrativ al firmei pentru 54 de ani consecutivi.
1. ↑  archINFORM, accesat în 31 iulie 2018
2. ↑  archINFORM, accesat în 30 iulie 2018